# Бійцівська рибка смугаста
Бійцівська рибка смугаста (Betta taeniata) — тропічний прісноводний вид риб з родини осфронемових (Osphronemidae), підродина макроподових (Macropodusinae).
Назва виду походить від грецького taeniata — «смугаста».
У старій літературі згадується B. taeniata з Таїланду. Насправді цей вид водиться лише на острові Калімантан. Екземпляри з Таїланду згодом були ідентифіковані як B. simplex, B. prima або B. pallida.
Всі ці риби входять до складу групи видів Betta picta, яка ще включає B. picta з острова Ява та B. falx з острова Суматра.

## Опис
Максимальна відома стандартна (без хвостового плавця) довжина 54,9 мм, загальна довжина становить 132,9-140,3 % стандартної.
Форма типова для представників роду. Вид, схожий на дику форму Betta splendens. Тіло міцне й коротке, його висота становить 25,3-30,1 %, а висота хвостового стебла 14,8-19,7 % стандартної довжини. Голова трохи загострена, її довжина становить 30,3-34,5 % стандартної довжини. Нижня щелепа продовжується під задньою ніздрею.
Непарні плавці закруглені. Спинний розташований ближче до хвоста (предорсальна довжина становить 62,4-67,7 % стандартної довжини), короткий (довжина основи становить 10,8-15,8 % стандартної довжини), має 0-2 твердих і 8-9 м'яких променів (всього 8-10). Анальний плавець довгий (довжина основи становить 47,9-52,7 % стандартної довжини), має 1-2 твердих і 22-24 м'яких промені (всього 23-26), преанальна (до початку анального плавця) довжина становить 47,2-54,1 % стандартної довжини. Хвостовий плавець округлий, має 14-15 променів.
У черевних плавцях по 1 твердому та 5 м'яких променів, перший м'який промінь нитчастий, подовжений, але короткий, його довжина становить 23,5-37,3 % стандартної довжини, кінець сягає 5-7-го променя анального плавця. В грудних плавцях по 11-12 променів.
Хребців 27-29. Бічних лусок 27½-30, 9-9½ лусок у поперечному напрямку.
Основне забарвлення від жовто-коричневого до червоно-коричневого з двома-трьома дуже мінливими темними поздовжніми смугами. Голова чорнувата, райдужна оболонка очей темно-коричнева. Найпомітнішим елементом забарвлення є синьо-зелений лиск на зябрових кришках. Натомість лиск на тілі слабкий, присутній переважно з боку спини.
У зрілих самців непарні плавці червонувато-коричневі. Анальний та хвостовий ближче до краю мають широку блакитну блискучу смугу, особливо виразну в самців-суперників. Зовні вона межує з чорною або темно-синьою смужкою, далі йде яскрава тонка блакитна або зеленкувата облямівка. Черевні плавці коричнево-червоні, зовнішня частина біла.
Статеві відмінності мало помітні. Зрілі самці мають більш інтенсивне забарвлення, але коли їх налякати, вони стають схожими на самок. Самки мають більш виразні чорні цятки на непарних плавцях.
В молодих рибок на тілі добре помітні дві чорні поздовжні смуги та чорна цятка на хвостовому стеблі.

## Поширення
Ендемік острова Калімантан. Зустрічається на півдні малайзійського штату Саравак (річки Сена (малай. Sungai Senah), Кугас (малай. Sungai Kuhas), Семабанг (малай. Sungai Semabang)) та на півночі індонезійської провінції Західний Калімантан (басейн річки Капуас).
Зустрічається здебільшого в гірських струмках зі швидкою течією та чистою, прозорою водою, що протікають залісненими пагорбами. Ширина цих струмків до 10 м, глибина 5–80 см, дно складається з гравію та каміння різного розміру, водна рослинність відсутня. Параметри води: pH 6,5-7,8, твердість 5-18  °dH, температура 23-26 °C. Риб ловили на ділянках з повільною течією серед затопленого шару опалого листя, коріння дерев та берегової рослинності, що звисає над водою.
Разом із смугастою бійцівською рибкою зустрічаються Barbodes collingwoodi, Paracrossochilus vittatus, Puntius kuchingensis, P. banksi, P. orphoides, P. sealei, Rasbora sarawakensis, R. caudimaculata (родина Cyprinidae), Gastromyzon cf. fasciata, G. cf.  punctulatus, Homalopteroides tweediei, Nemacheilus saravacensis (родина Balitoridae), Glyptothorax cf. major (родина Sisoridae), Clarias teijsmanni (родина Clariidae), Hemirhamphodon kuekenthali (родина Hemiramphidae), Channa lucius (родина Channidae) і Macrognathus maculatus (родина Mastacembelidae).

## Утримання в акваріумі
1956 року 2 екземпляри Betta taeniata були завезені до Німеччини й успішно розведені. Вид непоказний, дуже рідко зустрічається в торгівлі акваріумними рибами.
Утримання смугастої бійцівської рибки в акваріумі не становить проблем. Можна тримати кілька екземплярів разом у великому акваріумі. Риби зазвичай не демонструють агресивної поведінки, лише перед нерестом пара захищає від інших риб місце, де вона збирається нереститись. Betta taeniata також мирна в стосунках з іншими мешканцями акваріума. Як повідомляється, довго живе в акваріумі, не пошкоджує рослин.
Рекомендовані параметри води: pH 6,5-7,8, dH 5,0-18,0, температура 23–26 °C.
Смугасті бійцівські рибки доволі лякливі, тримаються переважно біля ґрунту, залюбки в схованках між рослинами та корінням. Тому в акваріумі має бути багато схованок. За присутності інших риб смугасті бійцівські рибки стають не такими лякливими. Приглушене світло та темний ґрунт підкреслюють забарвлення риб. Риби чудово стрибають, тому акваріум тісно накривають кришкою.
Смугасті бійцівські рибки всеїдні, годують їх різноманітними живими, замороженими та сухими кормами. До улюблених кормів належать личинки комарів, трубковик та дрібні дощові черв'яки. Хоча самці більші за самок, останні мають кращий апетит й їдять майже постійно.

## Розмноження
Розводити Betta taeniata також не складно. Батьківське піклування полягає в інкубації ікри в роті. Пара утворюється лише за декілька годин до нересту. Самець і самка постійно перебувають поруч, кружляють разом, розправивши плавці. Водночас вони захищають свою територію. Спочатку погрожують «супротивнику», тримаючи тіло в похилій позиції, а якщо той не тікає, атакують його. Через деякий час після чергових кружлянь пара переходить до вдаваних спаровувань. Самка штовхає партнера в бік, після чого той трохи нахиляється й лягає під самку. В цій позиції відбуваються обійми. Згодом починаються справжні спаровування, які відрізняються від вдаваних лише тим, що при цьому відкладається ікра.
Смугаста бійцівська рибка нереститься на дні. За один акт спаровування самка відкладає до 20 ікринок. Вони порівняно великі, непрозорі, білуватого кольору й важчі за воду. Ікринки падають на анальний плавець самця, який стоїть під прямим кутом до тіла, й лишаються там, доки обійми не ослабнуть. Самка першою виходить з обіймів, вона відпливає трохи назад, а тоді починає збирати ікру, поки самець ще деякий час лишається в заціпенінні. Коли самець приходить до тями, він витягується й повертає своє тіло в нормальне положення. Через деякий час самка намагається передати йому ікру. Вона випльовує ікринки у напрямку самця. Якщо той реагує повільно, подруга знову підхоплює ікру та здійснює нову спробу. Ця «гра» триває поки самець не забере собі до рота всю ікру. Тоді відбувається наступне спаровування. Весь нерест триває кілька годин. За цей час пара відкладає від 200 до 300 ікринок.
Коли вся ікра опиняється в роті самця, його нижня щелепа виразно витягується, а горло роздувається через повний рот ікри. Риби розходяться, самець шукає захищене місце, де буде займатися виношуванням потомства, а самка бере на себе роль захисника, охороняє самця й територію. Самка постійно перебуває в русі, шукаючи потенційних зловмисників, й блискавично нападає на інших бійцівських рибок, проганяючи їх. Під час інкубації, яка триває 8-9 днів, самець зовсім не їсть. Успіх в розведенні значною мірою залежить від самця, який за найменшої тривоги або ковтає ікру, або випльовує й більше вже не підбирає її.
Після закінчення інкубаційного періоду самець випускає з рота вже повністю сформованих мальків. Він робить це поступово, весь процес може зайняти кілька годин. З цього моменту батько більше не піклується про потомство, але й не переслідує його. Мальки Betta taeniata є цілком самостійними. Їх вигодовують наупліусами артемій та подрібненим сухим кормом.
Вид дуже продуктивний. Самка може нереститися з різними самцями кожні 4-5 днів. Самець також може знову нереститися вже наступного дня після того, як він випустить мальків.

## Відео
- Betta taeniata 塔耶尼亞塔鬥魚 на YouTube by ricyh
- Betta Taeniata males sparring на YouTube by Wildbetta
- Betta taeniata (Borneo betta) на YouTube by fishbaseyt